# جبالة (ولاية تلمسان)
جبالة اٍحدى بلديات دائرة ندرومة بولاية تلمسان الجزائرية.